# Michał Przybylski (koszykarz)
Michał Przybylski (ur. 13 marca 1984) – polski koszykarz występujący na pozycji niskiego skrzydłowego. 
Wychowanek Polonii Warszawa, grał w tym klubie w latach 2002-2010. W sezonie 2010/2011 reprezentował barwy zespołu RosaSport Radom. Od sezonu 2011/2012 w SKK Siedlce. 
Rozegrał sześć sezonów w Polskiej Lidze Koszykówki, jego rekordy to 11 punktów i 6 zbiórek.

## Przebieg kariery
- 2002-2010 Polonia Warszawa
- 2010-2011 RosaSport Radom
- 2011-     SKK Siedlce

## Sukcesy
- Wicemistrzostwo Polski Juniorów (2004)